# Miloš Lepović
Miloš Lepović (in serbo Милош Леповић?; Kragujevac, 3 ottobre 1987) è un calciatore serbo, centrocampista dello Zastava Kragujevac.

## Palmarès

### Club

#### Competizioni nazionali
- Coppa di Serbia: 1

Jagodina: 2012-2013
- Coppa di Malta: 1

Balzan: 2018-2019

### Individuale
- Capocannoniere della Coppa di Serbia: 1

2013-2014 (5 reti)